# Podova
Podova – wieś w Słowenii, w gminie Rače-Fram. W 2018 roku liczyła 253 mieszkańców.